# UEFA Women's Champions League 2011/12
De UEFA Women's Champions League 2011/12 was het 11e seizoen van het Europese voetbaltoernooi voor vrouwen en het 3e seizoen na de naamsverandering van de UEFA Women's Cup naar de UEFA Women's Champions League. In de finale prolongeerde Olympique Lyon de titel door recordkampioen 1. FFC Frankfurt met 2-0 te verslaan.

## Opzet
Net als in seizoen 2010/11 verkregen de sterkste acht landen over de seizoenen 2005/06 tot en met 2009/10 het recht een tweede team afvaardigen. In tegenstelling tot vorig seizoen startten deze tweede teams echter in het hoofdtoernooi en niet in de voorrondes.
Dit betreft de volgende landen:
1. Duitsland
2. Zweden
3. Frankrijk
4. Rusland
5. Engeland
6. Denemarken
7. Italië
8. IJsland

Verder bestond dit toernooi uit één kwalificatieronde. In deze voorronde, bestaande uit minitoernooien van telkens vier teams, speelden de kampioenen van de landen die het laagst op de ranking stonden.
Vanaf deze ronde, met nog 32 deelnemende teams, werd het knock-outsysteem gehanteerd. Tot aan de finale betrof dit een uit- en thuiswedstrijd. De finale werd over een enkele wedstrijd gehouden in München.

## Data
| Ronde             | Loting           | 1e wedstrijd           | 2e wedstrijd           |
| ----------------- | ---------------- | ---------------------- | ---------------------- |
| Kwalificatieronde | 23 juni 2011     | 11-16 augustus 2011    | 11-16 augustus 2011    |
| Laatste 32        | 23 augustus 2011 | 28-29 september 2011   | 5-6 oktober 2011       |
| 1/8 finales       | 23 augustus 2011 | 2-3 november 2011      | 9-10 november 2011     |
| 1/4 finales       | 17 november 2011 | 14-15 maart 2012       | 21-22 maart 2012       |
| 1/2 finales       | 17 november 2011 | 14-15 april 2012       | 21-22 april 2012       |
| Finale            | 17 november 2011 | 17 mei 2012 in München | 17 mei 2012 in München |

## Teams
| Hoofdtoernooi            | Hoofdtoernooi       | Hoofdtoernooi           | Hoofdtoernooi        |
| ------------------------ | ------------------- | ----------------------- | -------------------- |
| Potsdam                  | Frankfurt           | LdB FC Malmö            | Göteborg FC          |
| Olympique Lyon           | Paris Saint-Germain | Rossiyanka              | Energiya Voronezh    |
| Arsenal LFC              | Bristol Academy WFC | Brøndby IF              | Fortuna Hjørring     |
| ASD Torres Calcio        | UPC Tavagnacco      | Valur Reykjavík         | Þór Akureyri         |
| Stabæk                   | SV Neulengbach      | AC Sparta Praag         | FC Twente            |
| Standard Fémina de Liège | CSHVSM              |                         |                      |
| Kwalificatietoernooi     |                     |                         |                      |
| Rayo Vallecano           | YB Frauen           | Bobruichanka Bobruisk   | RTP Unia Racibórz    |
| Lehenda-ShVSM            | PK-35 Vantaa        | MTK                     | SFK 2000 Sarajevo    |
| PAOK                     | 1° Dezembro         | CFF Olimpia Cluj        | Glasgow City         |
| ŽFK Spartak Subotica     | NSA Sofia           | ASA Tel Aviv University | Slovan Bratislava    |
| Gintra Universitetas     | Swansea City        | ŽNK Krka                | Galiador-SS Chişinău |
| KÍ Klaksvík              | Peamount United     | ŽNK Osijek              | Apollon Limassol     |
| Newtownabbey Strikers    | ZFK Nase Taksi      | Pärnu JK                | Ataşehir Belediyesi  |
| Mosta                    | Ada Velipojë        | Liepājas Metalurgs      | Progrès Niedercorn   |

## Kwalificatieronde
- De kwalificatieronde bestond uit 32 teams verdeeld over 8 poules. De poulewinnaars kwalificeerden zich voor het hoofdtoernooi. Ook de twee beste nummers twee gingen door.

| Legenda kleuren in de tabellen                                            |
| ------------------------------------------------------------------------- |
| Groepswinnaars en twee beste nummers twee gaan door naar de tweede ronde. |
| Uitgeschakeld                                                             |

#### Poule A
| Nr. | Club                 | Wedstrijden | Wedstrijden | Wedstrijden | Wedstrijden | Doelpunten | Doelpunten | Doelpunten | Punten |
| --- | -------------------- | ----------- | ----------- | ----------- | ----------- | ---------- | ---------- | ---------- | ------ |
| Nr. | Club                 | G           | W           | G           | V           | V          | T          | Saldo      | Punten |
| 1   | YB Frauen            | 3           | 2           | 1           | 0           | 11         | 2          | +9         | 7      |
| 2   | ZFK Nase Taksi       | 3           | 2           | 0           | 1           | 8          | 3          | +5         | 6      |
| 3   | PAOK                 | 3           | 1           | 1           | 1           | 4          | 2          | +2         | 4      |
| 4   | Galiador-SS Chişinău | 3           | 0           | 0           | 3           | 0          | 16         | −16        | 0      |

| Datum   | Tijd  | Team       | Score | Team       |
| ------- | ----- | ---------- | ----- | ---------- |
| 11 aug. | 17:00 | PAOK       | 3 - 0 | Galiador   |
| 11 aug. | 17:00 | Young Boys | 3 - 1 | ZFK Nase   |
| 13 aug. | 17:00 | PAOK       | 0 - 1 | ZFK Nase   |
| 13 aug. | 17:00 | Galiador   | 0 - 7 | Young Boys |
| 16 aug. | 17:00 | Young Boys | 1 - 1 | PAOK       |
| 16 aug. | 17:00 | ZFK Nase   | 6 - 0 | Galiador   |

#### Poule B
| Nr. | Club                    | Wedstrijden | Wedstrijden | Wedstrijden | Wedstrijden | Doelpunten | Doelpunten | Doelpunten | Punten |
| --- | ----------------------- | ----------- | ----------- | ----------- | ----------- | ---------- | ---------- | ---------- | ------ |
| Nr. | Club                    | G           | W           | G           | V           | V          | T          | Saldo      | Punten |
| 1   | ASA Tel Aviv University | 3           | 2           | 1           | 0           | 6          | 2          | +4         | 7      |
| 2   | 1° Dezembro             | 3           | 1           | 2           | 0           | 5          | 1          | +4         | 5      |
| 3   | MTK                     | 3           | 1           | 1           | 1           | 12         | 1          | +11        | 4      |
| 4   | Liepājas Metalurgs      | 3           | 0           | 0           | 3           | 1          | 20         | −19        | 0      |

| Datum   | Tijd  | Team         | Score  | Team         |
| ------- | ----- | ------------ | ------ | ------------ |
| 11 aug. | 13:00 | MTK          | 12 - 0 | Liepājas     |
| 11 aug. | 18:00 | 1° Dezembro  | 1 - 1  | ASA Tel Aviv |
| 13 aug. | 13:00 | ASA Tel Aviv | 1 - 0  | MTK          |
| 13 aug. | 18:00 | 1° Dezembro  | 4 - 0  | Liepājas     |
| 16 aug. | 17:00 | MTK          | 0 - 0  | 1° Dezembro  |
| 16 aug. | 17:00 | Liepājas     | 1 - 4  | ASA Tel Aviv |

#### Poule C
| Nr. | Club            | Wedstrijden | Wedstrijden | Wedstrijden | Wedstrijden | Doelpunten | Doelpunten | Doelpunten | Punten |
| --- | --------------- | ----------- | ----------- | ----------- | ----------- | ---------- | ---------- | ---------- | ------ |
| Nr. | Club            | G           | W           | G           | V           | V          | T          | Saldo      | Punten |
| 1   | Rayo Vallecano  | 3           | 3           | 0           | 0           | 9          | 1          | +8         | 9      |
| 2   | Peamount United | 3           | 2           | 0           | 1           | 12         | 2          | +10        | 6      |
| 3   | Pärnu JK        | 3           | 1           | 0           | 2           | 4          | 10         | −6         | 3      |
| 4   | ŽNK Krka        | 3           | 0           | 0           | 3           | 1          | 13         | −12        | 0      |

| Datum   | Tijd  | Team           | Score | Team           |
| ------- | ----- | -------------- | ----- | -------------- |
| 11 aug. | 15:45 | Rayo Vallecano | 1 - 0 | Peamount       |
| 11 aug. | 20:45 | Krka           | 1 - 2 | Pärnu          |
| 13 aug. | 15:45 | Rayo Vallecano | 4 - 1 | Pärnu          |
| 13 aug. | 20:45 | Peamount       | 7 - 0 | Krka           |
| 16 aug. | 17:00 | Krka           | 0 - 4 | Rayo Vallecano |
| 16 aug. | 17:00 | Pärnu          | 1 - 5 | Peamount       |

#### Poule D
| Nr. | Club                 | Wedstrijden | Wedstrijden | Wedstrijden | Wedstrijden | Doelpunten | Doelpunten | Doelpunten | Punten |
| --- | -------------------- | ----------- | ----------- | ----------- | ----------- | ---------- | ---------- | ---------- | ------ |
| Nr. | Club                 | G           | W           | G           | V           | V          | T          | Saldo      | Punten |
| 1   | CFF Olimpia Cluj     | 3           | 3           | 0           | 0           | 12         | 2          | +10        | 9      |
| 2   | SFK 2000 Sarajevo    | 3           | 2           | 0           | 1           | 7          | 5          | +2         | 6      |
| 3   | Ataşehir Belediyesi  | 3           | 0           | 1           | 2           | 3          | 9          | −6         | 1      |
| 4   | Gintra Universitetas | 3           | 0           | 1           | 2           | 2          | 8          | −6         | 1      |

| Datum   | Tijd  | Team         | Score | Team         |
| ------- | ----- | ------------ | ----- | ------------ |
| 11 aug. | 11:00 | Gintra       | 1 - 1 | Ataşehir     |
| 11 aug. | 16:30 | Sarajevo     | 1 - 3 | Olimpia Cluj |
| 13 aug. | 11:00 | Olimpia Cluj | 5 - 0 | Gintra       |
| 13 aug. | 16:30 | Sarajevo     | 4 - 1 | Ataşehir     |
| 16 aug. | 17:00 | Gintra       | 1 - 2 | Sarajevo     |
| 16 aug. | 17:00 | Ataşehir     | 1 - 4 | Olimpia Cluj |

#### Poule E
| Nr. | Club                 | Wedstrijden | Wedstrijden | Wedstrijden | Wedstrijden | Doelpunten | Doelpunten | Doelpunten | Punten |
| --- | -------------------- | ----------- | ----------- | ----------- | ----------- | ---------- | ---------- | ---------- | ------ |
| Nr. | Club                 | G           | W           | G           | V           | V          | T          | Saldo      | Punten |
| 1   | Glasgow City         | 3           | 3           | 0           | 0           | 17         | 0          | +17        | 9      |
| 2   | ŽFK Spartak Subotica | 3           | 2           | 0           | 1           | 15         | 6          | +9         | 6      |
| 3   | KÍ Klaksvík          | 3           | 1           | 0           | 2           | 3          | 9          | −6         | 3      |
| 4   | Mosta                | 3           | 0           | 0           | 3           | 0          | 20         | −20        | 0      |

| Datum   | Tijd  | Team         | Score  | Team         |
| ------- | ----- | ------------ | ------ | ------------ |
| 11 aug. | 15:00 | Klaksvík     | 1 - 0  | Mosta        |
| 11 aug. | 17:30 | Glasgow City | 4 - 0  | Spartak      |
| 13 aug. | 15:00 | Glasgow City | 8 - 0  | Mosta        |
| 13 aug. | 17:30 | Spartak      | 4 - 2  | Klaksvík     |
| 16 aug. | 17:00 | Klaksvík     | 0 - 5  | Glasgow City |
| 16 aug. | 17:00 | Mosta        | 0 - 11 | Spartak      |

#### Poule F
| Nr. | Club              | Wedstrijden | Wedstrijden | Wedstrijden | Wedstrijden | Doelpunten | Doelpunten | Doelpunten | Punten |
| --- | ----------------- | ----------- | ----------- | ----------- | ----------- | ---------- | ---------- | ---------- | ------ |
| Nr. | Club              | G           | W           | G           | V           | V          | T          | Saldo      | Punten |
| 1   | PK-35 Vantaa      | 3           | 2           | 1           | 0           | 12         | 1          | +11        | 7      |
| 2   | Slovan Bratislava | 3           | 2           | 0           | 1           | 17         | 1          | +16        | 6      |
| 3   | RTP Unia Racibórz | 3           | 1           | 1           | 1           | 9          | 2          | +7         | 4      |
| 4   | Ada Velipojë      | 3           | 0           | 0           | 3           | 0          | 34         | −34        | 0      |

| Datum   | Tijd  | Team              | Score  | Team              |
| ------- | ----- | ----------------- | ------ | ----------------- |
| 11 aug. | 14:30 | Unia Racibórz     | 0 - 1  | Slovan Bratislava |
| 11 aug. | 18:30 | PK-35             | 10 - 0 | Ada               |
| 13 aug. | 12:30 | Slovan Bratislava | 0 - 1  | PK-35             |
| 13 aug. | 17:00 | Unia Racibórz     | 8 - 0  | Ada               |
| 16 aug. | 17:00 | PK-35             | 1 - 1  | Unia Racibórz     |
| 16 aug. | 17:00 | Ada               | 0 - 16 | Slovan Bratislava |

#### Poule G
| Nr. | Club               | Wedstrijden | Wedstrijden | Wedstrijden | Wedstrijden | Doelpunten | Doelpunten | Doelpunten | Punten |
| --- | ------------------ | ----------- | ----------- | ----------- | ----------- | ---------- | ---------- | ---------- | ------ |
| Nr. | Club               | G           | W           | G           | V           | V          | T          | Saldo      | Punten |
| 1   | Apollon Limassol   | 3           | 3           | 0           | 0           | 24         | 1          | +23        | 9      |
| 2   | Lehenda-ShVSM      | 3           | 2           | 0           | 1           | 11         | 2          | +9         | 6      |
| 3   | Swansea City       | 3           | 1           | 0           | 2           | 4          | 10         | −6         | 3      |
| 4   | Progrès Niedercorn | 3           | 0           | 0           | 3           | 0          | 26         | −26        | 0      |

| Datum   | Tijd  | Team              | Score  | Team              |
| ------- | ----- | ----------------- | ------ | ----------------- |
| 11 aug. | 16:30 | Legenda Chernigiv | 2 - 0  | Swansea           |
| 11 aug. | 16:30 | Apollon           | 14 - 0 | Progrès           |
| 13 aug. | 16:30 | Legenda Chernigiv | 8 - 0  | Progrès           |
| 13 aug. | 16:30 | Swansea           | 0 - 8  | Apollon           |
| 16 aug. | 17:00 | Apollon           | 2 - 1  | Legenda Chernigiv |
| 16 aug. | 17:00 | Progrès           | 0 - 4  | Swansea           |

#### Poule H
| Nr. | Club           | Wedstrijden | Wedstrijden | Wedstrijden | Wedstrijden | Doelpunten | Doelpunten | Doelpunten | Punten |
| --- | -------------- | ----------- | ----------- | ----------- | ----------- | ---------- | ---------- | ---------- | ------ |
| Nr. | Club           | G           | W           | G           | V           | V          | T          | Saldo      | Punten |
| 1   | ŽNK Osijek     | 3           | 2           | 1           | 0           | 7          | 2          | +5         | 7      |
| 2   | FC Bobruchanka | 3           | 2           | 0           | 1           | 10         | 1          | +9         | 6      |
| 3   | NSA Sofia      | 3           | 1           | 1           | 1           | 2          | 4          | −2         | 4      |
| 4   | Crusaders FC   | 3           | 0           | 0           | 3           | 1          | 13         | −12        | 0      |

| Datum   | Tijd  | Team         | Score | Team         |
| ------- | ----- | ------------ | ----- | ------------ |
| 11 aug. | 17:00 | Bobruichanka | 7 - 0 | Newtownabbey |
| 11 aug. | 20:00 | NSA Sofia    | 1 - 1 | Osijek       |
| 13 aug. | 17:00 | NSA Sofia    | 1 - 0 | Newtownabbey |
| 13 aug. | 20:00 | Osijek       | 1 - 0 | Bobruichanka |
| 16 aug. | 17:00 | Bobruichanka | 3 - 0 | NSA Sofia    |
| 16 aug. | 17:00 | Newtownabbey | 1 - 5 | Osijek       |

## Hoofdtoernooi

### Eerste ronde
De eerste ronde bestond uit 32 teams en ging volgens het knock-outsysteem, net als de rondes die hierna volgden, met uitzondering van de finale, die uit een enkele wedstrijd bestaat. 22 teams plaatsten zich rechtstreeks. De overige tien waren de acht groepswinnaars en twee beste nummers twee uit de kwalificatieronde. De wedstrijden werden gespeeld op 27, 28 en 29 september en de returns op 5 en 6 oktober 2011.
| Team 1                   | Tot.   | Team 2                 | 1e wedstr. | 2e wedstr. |
| ------------------------ | ------ | ---------------------- | ---------- | ---------- |
| CFF Olimpia Cluj         | 0 - 12 | Olympique Lyon         | 0 - 9      | 0 - 3      |
| Peamount United          | 0 - 5  | Paris Saint-Germain    | 0 - 2      | 0 - 3      |
| CSHVSM                   | 2 - 6  | SV Neulengbach         | 2 - 1      | 0 - 5      |
| Apollon Limassol         | 3 - 4  | AC Sparta Praag        | 2 - 2      | 1 - 2      |
| PK-35 Vantaa             | 1 - 7  | Rayo Vallecano         | 1 - 4      | 0 - 3      |
| UPC Tavagnacco           | 2 - 6  | LdB FC Malmö           | 2 - 1      | 0 - 5      |
| ŽNK Osijek               | 0 - 11 | Göteborg FC            | 0 - 4      | 0 - 7      |
| Glasgow City LFC         | 4 - 1  | Valur Reykjavík        | 1 - 1      | 3 - 0      |
| YB Frauen                | 1 - 5  | Fortuna Hjørring       | 0 - 3      | 1 - 2      |
| Þór Akureyri             | 2 - 14 | 1. FFC Turbine Potsdam | 0 - 6      | 2 - 8      |
| ASA Tel Aviv University  | 2 - 5  | Torres                 | 0 - 2      | 2 - 3      |
| FC Twente                | 0 - 3  | Rossiyanka             | 0 - 2      | 0 - 1      |
| Bristol Academy WFC      | 3 - 5  | Energiya Voronezh      | 1 - 1      | 2 - 4      |
| Bobruichanka Bobruisk    | 0 - 10 | Arsenal LFC            | 0 - 4      | 0 - 6      |
| Standard Fémina de Liège | 4 - 5  | Brøndby IF             | 0 - 2      | 4 - 3      |
| Stabæk                   | 2 - 4  | 1. FFC Frankfurt       | 1 - 0      | 1 - 4      |

### Achtste finales
In de achtste finales namen de zestien winnaars uit de eerste ronde het tegen elkaar op. De heenwedstrijden werden gespeeld op 2 en 3 november en de returns op 9 en 10 november 2011.
| Team 1                 | Tot.   | Team 2              | 1e wedstr. | 2e wedstr. |
| ---------------------- | ------ | ------------------- | ---------- | ---------- |
| 1. FFC Frankfurt       | 4 - 2  | Paris Saint-Germain | 3 - 0      | 1 - 2      |
| AC Sparta Praag        | 0 - 12 | Olympique Lyon      | 0 - 6      | 0 - 6      |
| SV Neulengbach         | 1 - 4  | LdB FC Malmö        | 1 - 3      | 0 - 1      |
| Fortuna Hjørring       | 2 - 4  | Göteborg FC         | 0 - 1      | 2 - 3      |
| Energiya Voronezh      | 3 - 7  | Rossiyanka          | 0 - 4      | 3 - 3      |
| Rayo Vallecano         | 2 - 6  | Arsenal LFC         | 1 - 1      | 1 - 5      |
| 1. FFC Turbine Potsdam | 17 - 0 | Glasgow City LFC    | 10 - 0     | 7 - 0      |
| Brøndby IF             | 5 - 2  | Torres              | 2 - 1      | 3 - 1      |

### Kwartfinales
In de kwartfinales namen de acht winnaars uit de achtste finales het tegen elkaar op. De loting voor deze en de daaropvolgende ronden werd op 17 november 2011 verricht. De heenwedstrijden werden op 14 en 15 maart 2012 gespeeld en de returns op 21 en 22 maart 2012
| Team 1                 | Tot.  | Team 2           | 1e wedstr. | 2e wedstr. |
| ---------------------- | ----- | ---------------- | ---------- | ---------- |
| LdB FC Malmö           | 1 - 3 | 1. FFC Frankfurt | 1 - 0      | 0 - 3      |
| Olympique Lyon         | 8 - 0 | Brøndby IF       | 4 - 0      | 4 - 0      |
| 1. FFC Turbine Potsdam | 5 - 0 | Rossiyanka       | 2 - 0      | 3 - 0      |
| Arsenal LFC            | 3 - 2 | Göteborg FC      | 3 - 1      | 0 - 1      |

### Halve finales
In de halve finales namen de vier winnaars uit de kwartfinales het tegen elkaar op. De heenwedstrijden werden op 14 en 15 april 2012 gespeeld en de returns op 21 en 22 april 2012
| Team 1         | Tot.  | Team 2                 | 1e wedstr. | 2e wedstr. |
| -------------- | ----- | ---------------------- | ---------- | ---------- |
| Olympique Lyon | 5 - 1 | 1. FFC Turbine Potsdam | 5 - 1      | 0 - 0      |
| Arsenal LFC    | 1 - 4 | 1. FFC Frankfurt       | 1 - 2      | 0 - 2      |

### Finale
De finale werd gespeeld op 17 mei 2012. Net als het herentoernooi wordt de finale gespeeld in München. Voor Olympique Lyon was het de derde keer op rij dat het team in de finale stond. Hun tegenstander van de afgelopen twee edities, 1. FFC Turbine Potsdam, werd in de halve finale door de Fransen uitgeschakeld. De tegenstander kwam echter wel uit Duitsland, te weten recordkampioen 1. FFC Frankfurt. Zij schreven zowel de eerste editie van het europese toernooi als die van 2005/06 en 2007/08 op hun naam. Lyon was alleen succesvol in seizoen 2010/11.
De finale werd voor een record van 50.212 toeschouwers met 2-0 gewonnen door Lyon, die daarmee de tweede titel op rij pakten.
|             |                                |         |                  |                                                                                   |
| 17 mei 2012 | Olympique Lyon                 | 2 - 0   | 1. FFC Frankfurt | Olympiastaion, München Toeschouwers: 50.212 Scheidsrechter: Jenny Palmqvist (SWE) |
| 17 mei 2012 | Le Sommer 15' (pen.) Abily 28' | Verslag |                  | Olympiastaion, München Toeschouwers: 50.212 Scheidsrechter: Jenny Palmqvist (SWE) |

UEFA Women's Cup: 2001/02 · 2002/03 · 2003/04 · 2004/05 · 2005/06 · 2006/07 · 2007/08 · 2008/09

UEFA Women's Champions League: 2009/10 · 2010/11 · 2011/12 · 2012/13 · 2013/14 · 2014/15 · 2015/16 · 2016/17 · 2017/18 · 2018/19 · 2019/20 · 2020/21 · 2021/22 · 2022/23 · 2023/24 . 2024/25